# صور ممنوعة (فلم)
صور ممنوعة هو فيلم مصري من إنتاج عام 1972، ويحكي ثلاث قصص منفصلة.
- ممنوع إخراج: محمد عبد العزيز، تأليف: رأفت الميهي، تمثيَل: نور الشريف، ماجدة الخطيب، زيزي مصطفى.[1]
- كان إخراج: أشرف فهمي، قصة: محمد صدقي، سيناريو وحوار: رأفت الميهي، تمثيَل: نبيلة عبيد، حمدي أحمد.[2]
- حكاية الأصل والصورة إخراج وسيناريو: مدكور ثابت، قصة: نجيب محفوظ، تمثيَل: محمود ياسين، محمود المليجي، شهيرة.[3]

## القصة الأولى: ممنوع

### الأحداث
تدور الأحداث حول شاب فقير يعمل لأول مرة في كازينو، وينبهر بالأثرياء، وعند انتهاء العمل يعود إلى سكنه المتواضع، فيجد أخته وحبيبته وزوج أخته الذي يعمل سائق عربة بحمار في انتظاره ليحكي لهم عن أول يوم عمل، فيقرر أن يأخذهم إلى هذا المكان بعد أن يغلق، فيفاجئوا بالشرطة تقبض عليهم بتهمة اقتحام الكازينو في غير مواعيد عمله.

### طاقم التمثيل
- نور الشريف
- ماجدة الخطيب
- زيزي مصطفى
- توفيق الدقن
- كامل أنور
- ليلى مرسي
- إبراهيم صبح
- لوسي نيشان
- أحمد مرسي
- علي المعاون

### فريق العمل
- إخراج: محمد عبد العزيز
- تأليف: رأفت الميهي
- مدير التصوير: ممدوح هلال، أحمد خورشيد (استكمل التصوير بعد وفاة ممدوح هلال)
- مونتاج: أحمد متولي
- إنتاج: المؤسسة المصرية العامة للسينما
- موسيقى تصويرية: أندريه رايدر
- توزيع: المؤسسة المصرية العامة للسينما

## القصة الثانية: كان

### الأحداث
تدور الأحداث حول (سنية) فتاة من حي شعبي فقير ، كانت على علاقة عاطفية بـ(حسونة) النجار، ثم تركت الحي لتعمل في السينما، وأصبحت نجمة مشهورة تقوم ببطولة أفلام شباك، وأصبحت بالطبع من الأثرياء، وتمر السنوات، وتقرر النجمة أن تقوم ببطولة فيلم في حمام شعبي بنفس الحي الذي كانت تعيش فيه فيما مضى ويُعلَن في الصحف خبر حضورها للحي الشعبي، ويتذكرها الجميع، وخصوصا (حسونة) الذي يستعيد ذكريات الماضي، ويحلم باستعادة علاقته بالفنانة الكبيرة .

### طاقم التمثيل
- نبيلة عبيد
- حمدي أحمد
- السيد راضي
- علي الشريف
- حلمي هلالي
- أشرف السلحدار
- حسين المليجي
- سميحة محمد
- ابتسام عبد العزيز
- عزة فؤاد
- عاطف مكرم

### فريق العمل
- إخراج: أشرف فهمي
- قصة: محمد صدقي
- سيناريو وحوار: رأفت الميهي
- مدير التصوير: محسن نصر
- مونتاج: جميل عبد العزيز
- إنتاج: المؤسسة المصرية العامة للسينما
- موسيقى تصويرية: فؤاد الظاهري
- توزيع: المؤسسة المصرية العامة للسينما

## القصة الثالثة: حكاية الأصل والصورة
تعثر الشرطة على جثة امرأة تحت سفح الهرم، يُنشر الخبر في الجريدة، تنظر مجموعة من الأشخاص إلى الصورة بأعين كأنهم يعرفون صاحبتها، مثل الأم التي هربت ابنتها من القرية لتعمل في القاهرة، والسيد الذي يرى فيها خادمته الصغيرة التي كان غازلها، ثم عشيقة أحد المديرين.

### طاقم التمثيل
- محمود المليجي
- محمود ياسين
- شهيرة
- وحيد عزت
- فتحية شاهين
- محيي إسماعيل
- محمود السيد
- إسماعيل عبد المجيد
- فتحية علي
- نوال هاشم
- إنعام الجريتلي
- إلهام كامل
- سامح راشد
- أحمد حسين
- صلاح مصطفى
- رابحة
- فكري صادق
- عبده أمين
- فاطمة الزهراء
- مها (طفلة)

### فريق العمل
- إخراج: مدكور ثابت
- قصة: نجيب محفوظ عن قصة "صورة"
- سيناريو وحوار: مدكور ثابت
- مدير التصوير: حسن عبد الفتاح
- مونتاج: أحمد متولي
- إنتاج: المؤسسة المصرية العامة للسينما
- موسيقى تصويرية: جمال سلامة
- توزيع: المؤسسة المصرية العامة للسينما